# Fort Rouillé

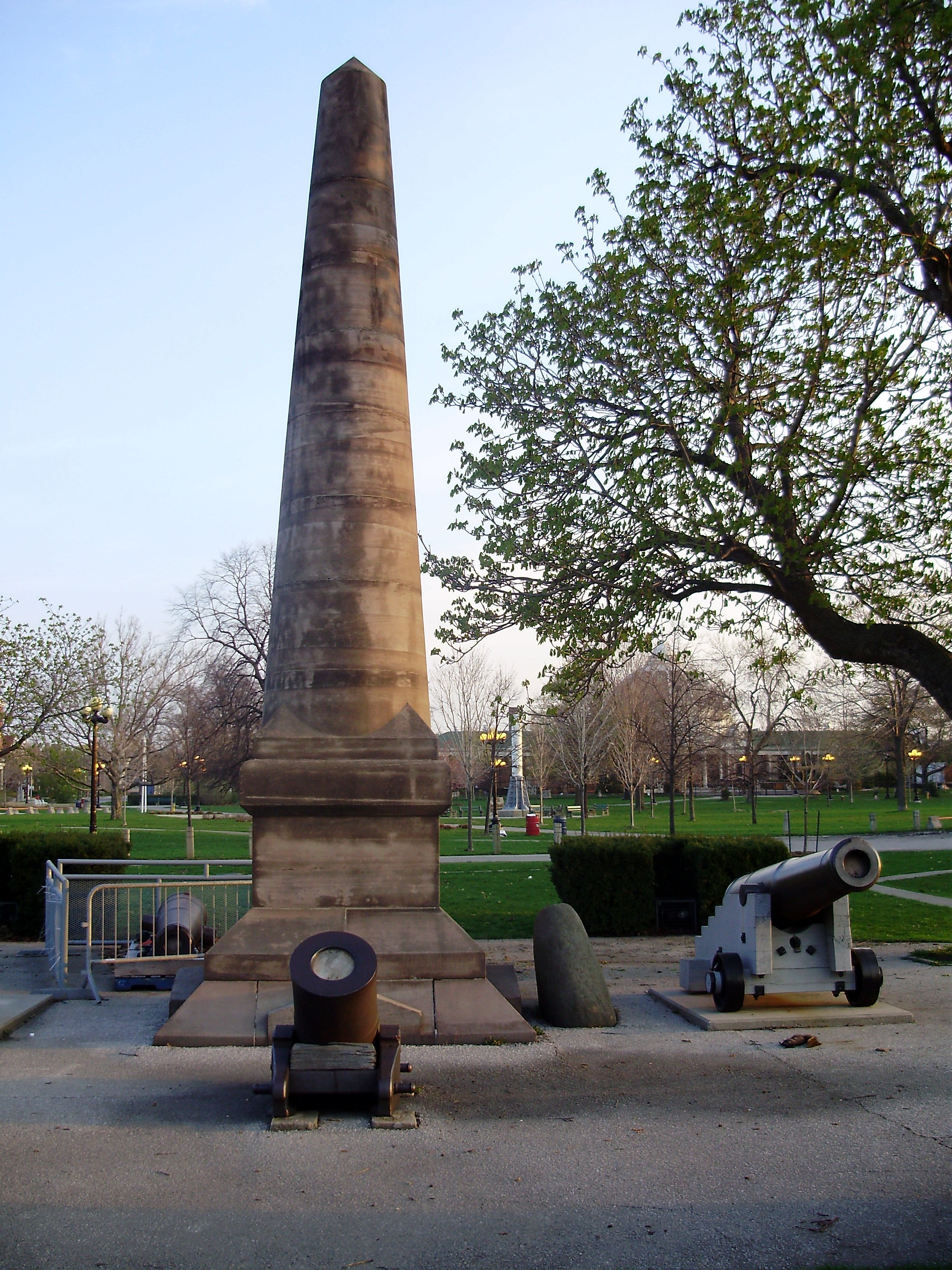
L'obelisco commemorativo

Fort Rouillé fu un emporio francese, situato dove ora sorge Toronto, costruito attorno all'anno 1750, ma abbandonato nel 1759. La sua costruzione venne ordinata dal Marchese de la Jonquière, in seguito governatore della Nuova Francia, con lo scopo di insediare una presenza francese nella zona ed intercettare il commercio delle pellicce che gli indiani praticavano con gli inglesi.
Si trattava di un piccolo forte circondato da una palizzata, con un bastione a ciascuno dei quattro angoli e contenente cinque principali costruzioni: un "corps de garde", un magazzino, una caserma, una bottega per fabbro e un alloggio per gli ufficiali.
Nel luglio 1759 le truppe francesi, in ritirata per l'avanzata inglese, abbandonarono il forte e lo bruciarono, tuttavia le vestigia restarono fino al 1879 quando il suolo viene livellato per far posto ad una vicina cabinovia.
Nel sito dove si trovava Fort Rouillé, è stato eretto un obelisco commemorativo.